# 小堀馨子
小堀 馨子（こぼり けいこ、1969年8月22日 - ）は、日本の歴史学者、宗教学者。帝京科学大学准教授。神奈川県出身。

## 経歴
世田谷区立桜町小学校、雙葉中学校・高等学校卒業。1993年東京大学文学部西洋史学科卒業。2003年東京大学大学院人文社会系研究科基礎文化研究専攻宗教学宗教史学専門分野博士課程単位取得退学。2003年ロンドン大学ユニヴァーシティ・カレッジ・ロンドン校人文系大学院歴史学科博士課程博士論文提出資格取得。2013年東京大学大学院人文社会系研究科基礎文化研究専攻宗教学宗教史学専門分野博士課程（再入学） 修了、「共和政期ローマにおけるローマ人の宗教についての一考察―religio概念を手がかりとして」で東京大学より博士（文学）の学位を取得。2015年帝京科学大学総合教育センター准教授（宗教史学、西洋古典学、古代ローマ史、比較文化・比較思想、英語）。

## 人物

### 研究活動
研究テーマは古代地中海地域（古代ローマ・ユダヤを含む）の宗教史、宗教学で、特に共和政ローマ末期からローマ帝国初期の古代ローマ、アウグストゥス統治時代の宗教事情が中心となっている。
なお、世界での学会発表では英語名の "Grace" を付けた "Keiko Grace Kobori" を名乗る場合もあり、下記のFacebookページでも同様に名乗っている。

### その他
1994年にキリスト教の洗礼を受け、日本基督教団に所属している。イギリスではイングランド国教会に所属していた。

## 家族・親族
ドイツ文学者の小堀桂一郎は父、洋画家の小堀稜威雄は祖父、日本画家の小堀鞆音は曾祖父。義伯父（父の姉の夫）は図書館情報学者で音楽評論家の田辺久之。

## 著書

### 翻訳
- キース・ホプキンズ『神々にあふれる世界-古代ローマ宗教史探訪』中西恭子・本村凌二共訳（岩波書店、2003）

### 監修
- グルーバー&ケルステン『イエスは仏教徒だった？』（同朋舎、1999、監修・解説、共編）
- さかもと未明『マンガ ギリシア神話 神々と人間たち』（講談社、1998）
- さかもと未明『マンガ ローマ帝国の歴史』全3巻（講談社、2007）

## 関連人物
- 市川裕 - 東京大学文学部教授の宗教学者で、小堀の指導教官の一人。
- 大貫隆 - 東京大学元教授の宗教学者・聖書学者で、小堀の指導教官の一人。
- 王理恵 - 雙葉中学校・高等学校での同級生。
- 寺島夕紗子 - 声楽家、ソプラノ歌手、洗足学園音楽大学講師。作曲家・作詞家の寺島尚彦の娘。小堀とは雙葉中学校・高等学校での同級生。